# Jean Vittrant
Jean Vittrant, né le 28 février 1944 à Miliana (Algérie française), décédé le 24 juillet 2011 à Fécamp (Seine-Maritime), est un médecin cardiologue et homme politique français.

## Biographie
Fils de militaire et petit fils de pharmacien, Jean Vittrant grandit près de Paris à Saint-Mandé et intègre ensuite la faculté de médecine de Lille où il se spécialise en cardiologie.
Sa carrière professionnelle le mène à exercer au Havre, puis à l'hôpital général de Fécamp où il crée et active les services de Médecine polyvalente et de Cardiologie.
Chef du service de cardiologie et du département de médecine, il s'applique à l'amélioration générale des qualités de soins.
Reconnu par ses confrères comme étant un médecin impliqué, en constante recherche de progression pour son service et ses équipes, il prône une médecine humaniste et bienveillante.
Il instaure alors une logistique de travail qualitative ; soucieux du détail lui permettant d’améliorer les conditions de séjour de ses patients, il soulève des questions de fond sur la gestion en devenir, mercantile, du système hospitalier français, se heurtant de temps à autre à l'administration.
Ses prises de position franches font de lui un personnage à la verve parfois cinglante.
Mettant son esprit pertinent au service d'un futur meilleur, Jean Vittrant manie l'altruisme avec justesse.
Socialiste, préoccupé entre autres par les problématiques du néolibéralisme, de l’hégémonie de la finance, de la marchandisation du monde, du cynisme des élites... Il médite à des alternatives pour une transition vers une société plus juste, solidaire et davantage respectueuse de l'environnement, ce qui le conduit à s’intéresser à certains mouvements altermondialistes comme "Attac" et à se rapprocher politiquement des écologistes.
Engagé dans l’âme, il est également présent dans le tissu associatif Fécampois et participe à plusieurs projets et missions humanitaires.
Il s'implique également en tant que trésorier de l'association "Artisans Du Monde" pour le commerce équitable.
Son épouse Dominique Vittrant exerce en tant que psychiatre en Institut Médicaux Éducatif ; elle préside l'antenne Fécampoise de "la Ligue des droits de l'homme" ainsi que les associations "Inter Actif" et "Actif Insertion". 
Parents de quatre enfants.

### Parcours Politique
Militant passionné il commence à s'engager en politique en 1968 en adhérent au PSU.
En 1977, il est élu au conseil municipal de Fécamp, unique élu d'opposition à la municipalité dirigée par Jean-Pierre Deneuve (UDF).
En 1988, après avoir rejoint le PS, il devient le suppléant de Frédérique Bredin, candidate aux élections législatives, élue députée PS de Seine-Maritime.
En 1989, il devient adjoint de Mme Bredin qui remporte l'élection municipale à Fécamp.
En 1991, après la nomination de la maire de Fécamp au ministère de la Jeunesse et des Sports, Jean Vittrant devient alors Député de la 9e circonscription de la Seine-Maritime.
En 1993, Après la défaite de Frédérique Bredin aux législatives, le Dr Vittrant, en désaccord avec sa politique, démissionne de ses fonctions d'adjoint à la mairie de Fécamp, et quitte son siège de député.
En 1994, Il rejoint les Verts.
En 2007, avec les Verts il se présente aux élections législatives.

## Détail des fonctions et des mandats
Mandat parlementaire
- 17 juin 1991 - 1er avril 1993 : Député de la 9e circonscription de la Seine-Maritime